# Кърма (съзвездие)
Вижте пояснителната страница за други значения на Кърма.
Кърма е южно съзвездие, едно от трите съвременни съзвездия (Кил, Кърма, Корабни платна), образувани при разделянето на старото Арго Навис през 1752 година. Символизира кърмата (задната част) на кораба „Арго“ на Язон и Аргонавтите от гръцката митология.